# Aymar Adhémar de Monteil de La Garde
Aymar Adhémar de Monteil de La Garde (13e eeuw - 12 mei 1361) was een rooms-katholiek prelaat afkomstig uit de Dauphiné, die tussen 1327 en 1361 bisschop van Metz was.

## Biografie
Adhémar was een zoon van Hugues II Adhémar de La Garde, heer van La Garde en Monteil, en Sibylle de Poitiers. Hij was afkomstig uit een adellijk geslacht uit de Dauphiné. Hij werd aartsdiaken van Reims en deken van de kathedraal van Toul. Op 21 augustus 1327 werd hij aangeduid als zeventigste bisschop van Metz.
Als bisschop bezat hij een aanzienlijke wereldlijke macht, waardoor hij in conflict kwam met de hertogen van Lotharingen, met name over het bezit van Château-Salins in Saulnois. Deze plaats lag in een gebied dat toebehoorde aan de bisschoppen van Metz maar het was tegelijk een leen van de hertogen van Lotharingen. Door de inkomsten van de zoutbronnen was de streek een belangrijke twistappel. Omstreeks 1340 liet Elisabeth van Habsburg, de weduwe van hertog Ferry IV van Lotharingen, hier aan de rand van de Metzgouw het kasteel Chastelsalin bouwen om de zoutwinning te controleren. In 1342 kwam het hierdoor tot een open oorlog. Adhémar sloeg het beleg van het kasteel en hield plundertochten in het hertogdom Lotharingen. Hij werd verslagen door een inderhaast bijeengeroepen Lotharings leger. De nieuwe hertog, Rudolf van Lotharingen, slaagde er vervolgens in Chastelsalin te ontzetten en vervolgens door te stoten tot aan Saint-Avold. Op zijn beurt werd hij verslagen door een leger van Adhémar. Na twee jaar werd er vrede gesloten na bemiddeling door de graaf van Luxemburg en de Franse koning. Adhémar moest 10.000 pond betalen aan Rudolf, die het kasteel Chastelsalin mocht behouden. Als tegenzet liet Adhémar vlakbij het kasteel Beaurepaire bouwen.
In 1346 namen Adhémar en Rudolf beiden als leenmannen van de Franse koning deel aan de Slag bij Crécy tegen de Engelsen. Na de dood van Rudolf in deze veldslag hernam het conflict. Adhémar, die door zijn constante oorlogen in geldnood verkeerde, had kasteel Beaurepaire verpand aan Rudolfs weduwe en de regentes van het hertogdom, Maria van Châtillon. Zolang de geleende som niet was terugbetaald, kreeg Maria van Châtillon de zeggenschap over beide kastelen. Adhémar bracht de som bij elkaar maar de overdracht van het kasteel bleef uit. Dit leidde tot een derde conflct waarbij de troepen van Adhémar het kasteel Chastelsalin en verschillende andere Lotharingse forten verwoestten. Maria van Châtillon gaf elke aanspraak van het hertogdom op Château-Salins op. Adhémar gaf in 1348 toelating om het kasteel weer op te bouwen en droeg 6.000 florijn bij in de kosten.
Adhémar kwam ook in confict met graaf Robert I van Bar en hij veroverde Conflans in het graafschap Bar. Adhémar stapelde de schulden op en moest bezittingen als Neuviller en Sarrebourg in leen geven om geld te vergaren.
Adhémar de Monteil stierf in 1361 en werd opgevolgd door Jan III van Vienne. Hij werd begraven in de kathedraal van Metz.

## Gisant
Adhémars gisant, die aanvankelijk in de bisschoppenkapel van de kathedraal stond, werd vernield tijdens de Franse Revolutie. De gebroken gisant werd in 1899 teruggevonden in de crypte van de kathedraal. De gisant werd weer opgebouwd en staat in de crypte.